# Martha Olivia García Vidaña
Martha Olivia García Vidaña es una política mexicana, miembro del partido Movimiento Regeneración Nacional (MORENA). Es diputada federal para el periodo de 2018 a 2019.
Martha Olivia García Vidaña es ingeniero industrial en producción egresada del Instituto Tecnológico de Durango. Durante gran parte de su vida se dedicó al ejercicio privado de su profesión y a actividades privadas en empresas del ramo maderero.
Inició su actividad política en 2017 como coordinadora regional de MORENA en Durango, permaneciendo en el cargo hasta 2018. Este último año fue postulada candidata a diputada federal por el Distrito 1 de Durango por la coalición Juntos Haremos Historia. Electa a la LXIV Legislatura de 2018 a 2021, en la que es secretaria de la comisión de Medio Ambiente, Sustentabilidad, Cambio Climático y Recursos Naturales; e integrante de las comisiones de Infraestructura; y de Pueblos Indígenas.
Cobró notoriedad en los medios masivos mexicanos el 24 de octubre de 2019 en que denunció que la noche del día anterior habría sido asaltada en las calles de la Ciudad de México al salir de la sesión en el Palacio Legislativo de San Lázaro, pidiendo al gobierno de la Ciudad de México garantizar la seguridad de sus habitantes.